# Hemigomphus theischingeri
Hemigomphus theischingeri är en trollsländeart som beskrevs av Watson 1991. Hemigomphus theischingeri ingår i släktet Hemigomphus och familjen flodtrollsländor. IUCN kategoriserar arten globalt som livskraftig. Inga underarter finns listade i Catalogue of Life.